# Blebo Craigs
Blebo Craigs è un piccolo villaggio nel cuore rurale del Fife, Scozia, situato a circa 8 km dal campo di golf di St Andrews. 
Il villaggio gode di un grande bosco aperto al pubblico, dove si possono svolgere diverse attività ricreative compresa l'equitazione. 
Gli abitanti svolgono la propria attività lavorativa prevalentemente nelle città limitrofe.